# Сальзигутово (Кармаскалинский район)
Сальзигутово (баш. Салйоғот) — деревня в Кармаскалинском районе Республики Башкортостан Российской Федерации. Входит в состав Кабаковского сельсовета.

## История
В «Списке населенных мест по сведениям 1870 года», изданном в 1877 году, населённый пункт упомянут как деревня Сальзегутова 3-го стана Уфимского уезда Уфимской губернии. Располагалась при речке Суркуле и озере Мукшинкуле, по левую сторону Оренбургского почтового тракта из Уфы, в 34 верстах от уездного и губернского города Уфы и в 25 верстах от становой квартиры в селе Юрмаш (Юрмашский Починок). В деревне, в 18 дворах жили 143 человека (71 мужчина и 72 женщины, татары), были мечеть, училище.

## География

### Географическое положение
Находится на берегу реки Белой.
Расстояние до:
- районного центра (Кармаскалы): 23 км,
- центра сельсовета (Кабаково): 4 км,
- ближайшей ж/д станции (Кабаково): 4 км.

## Население
| 2002 | 2009 | 2010 |
| ---- | ---- | ---- |
| 256  | ↗260 | ↗265 |

Национальный состав
Согласно переписи 2002 года, преобладающие национальности — башкиры (57 %), татары (29 %).